# Équipe du Brésil de football américain

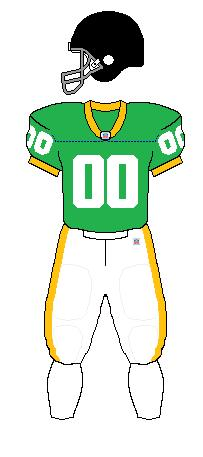
L'uniforme de l'Équipe Nationale Brésilienne de Football Américain

L'équipe du Brésil de football américain représente le pays lors des compétitions internationales.